# Maroubra Junction, New South Wales

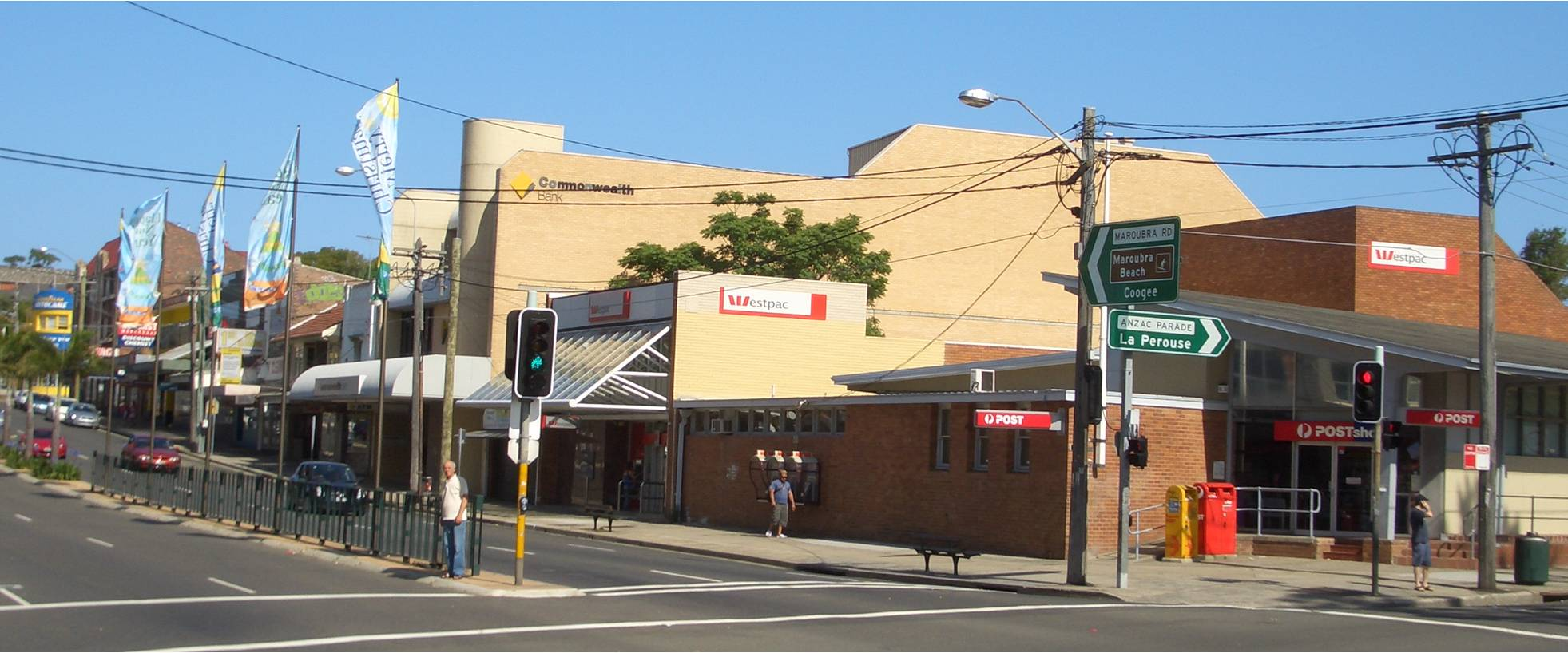
Maroubra Road, Maroubra Junction

Maroubra Junction este o suburbie în Sydney, Australia.